# Our Ill Wills
Our Ill Wills è il secondo album in studio del gruppo musicale svedese Shout Out Louds, pubblicato nel 2007.

## Tracce
1. Tonight I Have to Leave It – 3:33
2. Parents Living Room – 3:51
3. You Are Dreaming – 3:29
4. Suit Yourself – 2:57
5. Blue Headlights – 4:07
6. Impossible – 6:48
7. Normandie – 3:22
8. South America – 5:01
9. Ill Wills – 1:49
10. Time Left for Love – 3:15
11. Meat Is Murder – 2:14
12. Hard Rain – 7:26